# Henri de La Bastide
Pour les articles homonymes, voir Bastide.
 (septembre 2023).
Henri de La Bastide, né le 14 décembre 1916 à Paris où il est mort le 23 mai 1986,, est un écrivain, poète et universitaire français.

## Biographie

### Formation
Diplômé en droit, en lettres, en science politique et en arabe maghrébin, Henri Martin de La Bastide d'Hust fut mobilisé en 1938. Officier de réserve, il fut fait prisonnier en 1940 et endura cinq années de captivité en Allemagne. Ce long séjour dans l'Oflag VI-D fut pour lui l'occasion « d'une immense leçon de réflexion, d'expérience de soi et de connaissance des autres »[réf. nécessaire].

### Colonies
En 1946, il fut reçu au concours de recrutement des contrôleurs civils du Maroc. Ce pays suscita chez lui un véritable éblouissement qui transparaît dans son livre‑poème, L'heure de la prière, paru en 1952. Il resta dans le royaume chérifien jusqu'à la fin de 1955. Il y trouva une terre d'élection où il aimait à revenir tous les ans pratiquement jusqu'à sa mort. Il évoquait ces années de responsabilité avec nostalgie : « Nous administrions par la parole, sans papiers, sans commissions, sans bureaux ou presque. Tout était possible et beaucoup a été fait.» Convaincu cependant des déficiences d'un système qui n'avait pas su évoluer suffisamment, il n'hésita pas à prendre la plume. Le 1er août 1951, la Revue des deux Mondes publia ses Réflexions sur les relations franco‑marocaines. Quatre ans plus tard, il rédigea, pour Politique étrangère no 4, 1955, un bilan lucide, signé anonymement, intitulé : Les lignes de force du Maroc moderne. Il y décrivait le malaise de la jeunesse instruite marocaine et préconisait une deuxième phase dans la vie du Protectorat, celle de la décolonisation. Il parlait d'expérience car les autorités françaises de Rabat l'avaient chargé de prendre contact avec cette jeunesse, ce qui lui permettra de nouer des amitiés solides avec les futurs cadres de la nation.

### Administration coloniale
En 1956, il rejoignit Paris où il s'intéressa de plus en plus aux problèmes de l'information destinée à l'opinion métropolitaine et internationale sur la question marocaine. Celle-ci réglée, ses nouvelles compétences le feront désigner, de 1958 à la fin de 1960, au poste de conseiller technique au cabinet du secrétaire général pour les Affaires algériennes.

### Enseignant
En 1961, fut créée pour lui aux « Langues'O » une chaire de civilisation du Maghreb. Il mettra l'accent dans son enseignement sur l'histoire contemporaine et sur l'actualité en train de se faire.
Il voyagea beaucoup dans toute l'Afrique du Nord, comme le montre son second ouvrage : Maghreb ‑Tunisie, Algérie, Maroc, paru aux Horizons de France, en 1973. Il parcourut aussi le vaste monde, en particulier là où les pays arabes jouaient un rôle nouveau et où l'islam progressait. Il ne se déplaçait pas comme un touriste, mais comme un observateur attentif, vivant parfois même dans des conditions très frugales. Il en rapportait chaque fois la matière d'un article (il en écrivit près de cinquante). Homme de terrain, de dialogue et de réflexion, adversaire de tout conformisme, il fera part de son expérience dans son troisième livre : Les quatre voyages au cœur des civilisations, Paris, les Éditions du Rocher, 1985. Il y invitait les jeunes Français, à qui il donna la parole dans la quatrième partie, à acquérir le regard planétaire et à participer au dialogue des civilisations, « celles de la Personne, de la Parole, du Geste et du Rythme…» Comme dans ses deux ouvrages précédents, on y retrouve le regard du poète, ce veilleur, cet éveilleur, mais cette fois à l'échelle du monde.
Élu au conseil de gestion de l'INALCO en 1971, réélu en 1974, il deviendra, un peu par hasard, président de l'Institut en 1976. Il s'installa dans cette fonction qu'il n'avait en rien convoitée et assuma ses responsabilités avec une telle sérénité qu'il y sera reconduit trois fois.
Passionné par l'avenir des « Langues'O », il joua un rôle décisif pour empêcher, en 1980, le démantèlement de l'institut et réussit à convaincre le ministre de l’Éducation nationale de rendre à celui‑là, en 1984, le statut de grand établissement indépendant dont il avait besoin pour se développer. Le 23 mai 1986, Henri de La Bastide décédait, après une courte maladie qui ne l'empêcha pas jusqu'au bout de se préoccuper de l'INALCO.
Il a été membre du Club de l'horloge.